# Jorge Rodríguez (jinete)
Jorge Rodríguez es un jinete mexicano que compitió en la modalidad de salto ecuestre. Ganó una medalla de bronce en los Juegos Panamericanos de 1951, en la prueba por equipos.

## Palmarés internacional
| Juegos Panamericanos | Juegos Panamericanos     | Juegos Panamericanos | Juegos Panamericanos |
| Año                  | Lugar                    | Medalla              | Categoría            |
| -------------------- | ------------------------ | -------------------- | -------------------- |
| 1951                 | Buenos Aires (Argentina) | Medalla de bronce    | Por equipos          |